# Xherdan Shaqiri
Xherdan Shaqiri (sinh ngày 10 tháng 10 năm 1991) là một cầu thủ bóng đá chuyên nghiệp người Thụy Sĩ hiện đang thi đấu ở vị trí tiền vệ cánh cho câu lạc bộ Swiss Super League FC Basel.
Anh bắt đầu sự nghiệp của mình tại FC Basel, giành danh hiệu trong đó có ba danh hiệu Siêu cúp Thụy Sĩ, trước khi chuyển đến Bayern Munich, nơi anh đã giành được tám danh dự trong nước và quốc tế mặc dù chơi ít thường xuyên hơn. Vào tháng 1 năm 2015, anh chuyển đến Inter Milan với mức phí 15 triệu euro, và bảy tháng sau đó là Stoke City với mức kỷ lục 12 triệu bảng. Sau khi Stoke xuống hạng ở Premier League năm 2018, Shaqiri đã được chuyển tới Liverpool trước mùa giải sau với mức phí 13,5 triệu bảng.
Shaqiri lần đầu thi đấu trong màu áo đội tuyển Thụy Sĩ vào 2010, ra sân 125 trận và ghi được 32 bàn thắng. Anh đại diện cho quốc gia tại bốn kỳ FIFA World Cup và ba kỳ UEFA Euro.

## Thống kê

### Câu lậc bộ
Tính đến ngày 18 tháng 5 năm 2024.
| Câu lạc bộ          | Mùa giải            | Giải quốc nội                   | Giải quốc nội | Giải quốc nội | Cúp           | Cúp          | League Cup    | League Cup   | Châu Âu       | Châu Âu      | Khác          | Khác         | Tổng cộng     | Tổng cộng    |
| Câu lạc bộ          | Mùa giải            | Giải đấu                        | Số lần ra sân | Số bàn thắng  | Số lần ra sân | Số bàn thắng | Số lần ra sân | Số bàn thắng | Số lần ra sân | Số bàn thắng | Số lần ra sân | Số bàn thắng | Số lần ra sân | Số bàn thắng |
| ------------------- | ------------------- | ------------------------------- | ------------- | ------------- | ------------- | ------------ | ------------- | ------------ | ------------- | ------------ | ------------- | ------------ | ------------- | ------------ |
| FC Basel II         | 2007–08             | Swiss 1. Liga                   | 2             | 0             | —             | —            | —             | —            | —             | —            | —             | —            | 2             | 0            |
| FC Basel II         | 2008–09             | Swiss 1. Liga                   | 17            | 8             | —             | —            | —             | —            | —             | —            | —             | —            | 17            | 8            |
| FC Basel II         | Tổng cộng           | Tổng cộng                       | 19            | 8             | —             | —            | —             | —            | —             | —            | —             | —            | 19            | 8            |
| FC Basel            | 2009–10             | Giải bóng đá ngoại hạng Thụy Sĩ | 32            | 4             | 5             | 1            | —             | —            |               | 2            | —             | —            | 47            | 7            |
| FC Basel            | 2010–11             | Giải bóng đá ngoại hạng Thụy Sĩ | 29            | 5             | 2             | 0            | —             | —            | 11            | 2            | —             | —            | 42            | 7            |
| FC Basel            | 2011–12             | Giải bóng đá ngoại hạng Thụy Sĩ | 31            | 9             | 4             | 0            | —             | —            | 6             | 0            | —             | —            | 41            | 9            |
| FC Basel            | Tổng cộng           | Tổng cộng                       | 92            | 18            | 11            | 1            | —             | —            | 27            | 4            | —             | —            | 130           | 23           |
| Bayern München      | 2012–13             | Bundesliga                      | 26            | 4             | 5             | 3            | —             | —            | 7             | 1            | 1             | 0            | 39            | 8            |
| Bayern München      | 2013–14             | Bundesliga                      | 17            | 6             | 3             | 1            | —             | —            | 4             | 0            | —             | —            | 26            | 7            |
| Bayern München      | 2014–15             | Bundesliga                      | 9             | 1             | 1             | 0            | —             | —            | 4             | 0            | —             | —            | 15            | 2            |
| Bayern München      | Tổng cộng           | Tổng cộng                       | 52            | 11            | 9             | 4            | —             | —            | 15            | 2            | 5             | 0            | 81            | 17           |
| Inter Milan         | 2014–15             | Serie A                         | 15            | 1             | 2             | 1            | —             | —            | 3             | 1            | —             | —            | 20            | 3            |
| Inter Milan         | Tổng cộng           | Tổng cộng                       | 15            | 1             | 2             | 1            | —             | —            | 3             | 1            | —             | —            | 20            | 3            |
| Stoke City          | 2015–16             | Premier League                  | 27            | 3             | 1             | 0            | 4             | 0            | —             | —            | —             | —            | 32            | 3            |
| Stoke City          | 2016–17             | Premier League                  | 21            | 4             | 1             | 0            | 0             | 0            | —             | —            | —             | —            | 22            | 4            |
| Stoke City          | 2017–18             | Premier League                  | 36            | 8             | 1             | 0            | 1             | 0            | —             | —            | —             | —            | 38            | 8            |
| Stoke City          | Tổng cộng           | Tổng cộng                       | 84            | 15            | 3             | 0            | 5             | 0            | —             | —            | —             | —            | 92            | 15           |
| Liverpool           | 2018–19             | Premier League                  | 24            | 6             | 1             | 0            | 1             | 0            | 4             | 0            | —             | —            | 30            | 6            |
| Liverpool           | 2019–20             | Premier League                  | 7             | 1             | 0             | 0            | 0             | 0            | 1             | 0            | 3             | 0            | 11            | 1            |
| Liverpool           | 2020–21             | Premier League                  | 14            | 0             | 2             | 0            | 1             | 1            | 5             | 0            | 0             | 0            | 22            | 1            |
| Liverpool           | Tổng cộng           | Tổng cộng                       | 45            | 7             | 3             | 0            | 2             | 1            | 10            | 0            | 3             | 0            | 63            | 8            |
| Lyon                | 2021–22             | Ligue 1                         | 11            | 2             | 0             | 0            | —             | —            |               | 0            | —             | —            | 16            | 2            |
| Chicago Fire        | 2022                | MLS                             | 29            | 7             | 0             | 0            | —             | —            | —             | —            | —             | —            | 29            | 7            |
| Chicago Fire        | 2023                | MLS                             | 28            | 5             | 3             | 0            | —             | —            | —             | —            | 3             | 2            | 34            | 7            |
| Chicago Fire        | 2024                | MLS                             | 12            | 2             | —             | —            | —             | —            | —             | —            | 0             | 0            | 12            | 2            |
| Chicago Fire        | Tổng cộng           | Tổng cộng                       | 69            | 14            | 3             | 0            | —             | —            | —             | —            | 3             | 2            | 75            | 16           |
| Tổng cộng sự nghiệp | Tổng cộng sự nghiệp | Tổng cộng sự nghiệp             | 387           | 76            | 31            | 6            | 7             | 1            | 60            | 7            | 11            | 2            | 496           | 92           |

### Đội tuyển quốc gia
Tính đến ngày 6 tháng 7 năm 2024
| Đội tuyển quốc gia | Năm       | Số lần ra sân | Số bàn thắng |
| ------------------ | --------- | ------------- | ------------ |
| Thụy Sĩ            |           |               |              |
| 2010               | 9         | 1             |              |
| 2011               | 8         | 3             |              |
| 2012               | 7         | 3             |              |
| 2013               | 6         | 1             |              |
| 2014               | 12        | 7             |              |
| 2015               | 9         | 2             |              |
| 2016               | 8         | 1             |              |
| 2017               | 9         | 2             |              |
| 2018               | 12        | 3             |              |
| 2019               | 2         | 0             |              |
| 2020               | 4         | 0             |              |
| 2021               | 14        | 4             |              |
| 2022               | 12        | 1             |              |
| 2023               | 7         | 2             |              |
| 2024               | 6         | 3             |              |
| Tổng cộng          | Tổng cộng | 125           | 32           |

### Bàn thắng quốc tế
Bàn thắng và kết quả của Thụy Sĩ được để trước.
| #   | Ngày                      | Địa điểm                                            | Đối thủ          | Bàn thắng | Kết quả   | Giải đấu                      |
| --- | ------------------------- | --------------------------------------------------- | ---------------- | --------- | --------- | ----------------------------- |
| 1.  | ngày 7 tháng 9 năm 2010   | St. Jakob-Park, Basel, Thụy Sĩ                      | Anh              | 1–2       | 1–3       | Vòng loại UEFA Euro 2012      |
| 2.  | ngày 6 tháng 9 năm 2011   | St. Jakob-Park, Basel, Thụy Sĩ                      | Bulgaria         | 1–1       | 3–1       | Vòng loại UEFA Euro 2012      |
| 3.  | ngày 6 tháng 9 năm 2011   | St. Jakob-Park, Basel, Thụy Sĩ                      | Bulgaria         | 2–1       | 3–1       | Vòng loại UEFA Euro 2012      |
| 4.  | ngày 6 tháng 9 năm 2011   | St. Jakob-Park, Basel, Thụy Sĩ                      | Bulgaria         | 3–1       | 3–1       | Vòng loại UEFA Euro 2012      |
| 5.  | ngày 29 tháng 2 năm 2012  | Stade de Suisse, Bern, Thụy Sĩ                      | Argentina        | 1–1       | 1–3       | Giao hữu                      |
| 6.  | ngày 11 tháng 9 năm 2012  | Swissporarena, Lucerne, Thụy Sĩ                     | Albania          | 1–0       | 2–0       | Vòng loại FIFA World Cup 2014 |
| 7.  | ngày 14 tháng 11 năm 2012 | Sân vận động Olympique de Sousse, Sousse, Thụy Sĩ   | Tunisia          | 2–1       | 2–1       | Giao hữu                      |
| 8.  | ngày 11 tháng 10 năm 2013 | Sân vận động Qemal Stafa, Tirana, Albania           | Albania          | 1–0       | 2–1       | Vòng loại FIFA World Cup 2014 |
| 9.  | ngày 3 tháng 6 năm 2014   | Swissporarena, Lucerne, Thụy Sĩ                     | Perú             | 2–0       | 2–0       | Giao hữu                      |
| 10. | ngày 25 tháng 6 năm 2014  | Arena da Amazônia, Manaus, Brasil                   | Honduras         | 1–0       | 3–0       | FIFA World Cup 2014           |
| 11. | ngày 25 tháng 6 năm 2014  | Arena da Amazônia, Manaus, Brasil                   | Honduras         | 2–0       | 3–0       | FIFA World Cup 2014           |
| 12. | ngày 25 tháng 6 năm 2014  | Arena da Amazônia, Manaus, Brasil                   | Honduras         | 3–0       | 3–0       | FIFA World Cup 2014           |
| 13. | ngày 14 tháng 10 năm 2014 | Sân vận động San Marino, Serravalle, San Marino     | San Marino       | 4–0       | 4–0       | Vòng loại UEFA Euro 2016      |
| 14. | ngày 15 tháng 11 năm 2014 | AFG Arena, St. Gallen, Thụy Sĩ                      | Litva            | 3–0       | 4–0       | Vòng loại UEFA Euro 2016      |
| 15. | ngày 15 tháng 11 năm 2014 | AFG Arena, St. Gallen, Thụy Sĩ                      | Litva            | 4–0       | 4–0       | Vòng loại UEFA Euro 2016      |
| 16. | ngày 10 tháng 6 năm 2015  | Stockhorn Arena, Thun, Thụy Sĩ                      | Liechtenstein    | 2–0       | 3–0       | Giao hữu                      |
| 17. | ngày 14 tháng 6 năm 2015  | Sân vận động LFF, Vilnius, Litva                    | Litva            | 2–1       | 2–1       | Vòng loại UEFA Euro 2016      |
| 18. | ngày 25 tháng 6 năm 2016  | Sân vận động Geoffroy-Guichard, Saint-Étienne, Pháp | Ba Lan           | 1–1       | 5–6 (4–5) | UEFA Euro 2016 (PS1)          |
| 19. | ngày 1 tháng 6 năm 2017   | Sân vận động Maladière, Neuchâtel, Thụy Sĩ          | Belarus          | 1–0       | 1–0       | Giao hữu                      |
| 20. | ngày 9 tháng 6 năm 2017   | Tórsvøllur, Tórshavn, Quần đảo Faroe                | Quần đảo Faroe   | 2–0       | 2–0       | Vòng loại FIFA World Cup 2018 |
| 21. | ngày 22 tháng 6 năm 2018  | Sân vận động Kaliningrad, Kaliningrad, Nga          | Serbia           | 2–1       | 2–1       | FIFA World Cup 2018           |
| 22. | ngày 7 tháng 9 năm 2018   | Kybunpark, St. Gallen, Thụy Sĩ                      | Iceland          | 3–0       | 6–0       | UEFA Nations League 2018–19   |
| 23. | ngày 28 tháng 3 năm 2021  | Kybunpark, St. Gallen, Thụy Sĩ                      | Litva            | 1–0       | 1–0       | Vòng loại FIFA World Cup 2022 |
| 24. | ngày 20 tháng 6 năm 2021  | Sân vận động Olympic, Baku, Azerbaijan              | Thổ Nhĩ Kỳ       | 2–0       | 2–1       | UEFA Euro 2020                |
| 25. | ngày 20 tháng 6 năm 2021  | Sân vận động Olympic, Baku, Azerbaijan              | Thổ Nhĩ Kỳ       | 3–1       | 2–1       | UEFA Euro 2020                |
| 26. | ngày 2 tháng 7 năm 2021   | Sân vận động Krestovsky, Saint Peterburg, Nga       | Tây Ban Nha      | 1–1       | 1–1 (3–5) | UEFA Euro 2020                |
| 27. | ngày 2 tháng 12 năm 2022  | Sân vận động 974, Doha, Qatar                       | Serbia           | 1–0       | 3–2       | FIFA World Cup 2022           |
| 28. | ngày 12 tháng 9 năm 2023  | Stade Tourbillon, Sion, Thụy Sĩ                     | Andorra          | 3–0       | 3–0       | Vòng loại UEFA Euro 2024      |
| 29. | ngày 15 tháng 10 năm 2023 | Kybunpark, St. Gallen, Thụy Sĩ                      | Belarus          | 1–0       | 3–3       | Vòng loại UEFA Euro 2024      |
| 30. | ngày 26 tháng 3 năm 2024  | Sân vận động Aviva, Dublin, Ireland                 | Cộng hòa Ireland | 1–0       | 1–0       | Giao hữu                      |
| 31. | ngày 4 tháng 6 năm 2024   | Swissporarena, Lucerne, Thụy Sĩ                     | Estonia          | 4–0       | 4–0       | Giao hữu                      |
| 32. | ngày 19 tháng 6 năm 2024  | RheinEnergieStadion, Cologne, Đức                   | Scotland         | 1–1       | 1–1       | UEFA Euro 2024                |

PS1: Cú tung người móc bóng với kỹ thuật siêu đẳng được xem là cú làm bàn đẹp nhất tới thời điểm này tại Euro 2016.

## Danh hiệu

### Câu lạc bộ

#### Basel
- Swiss Super League: 2009–10, 2010–11, 2011–12
- Cúp bóng đá Thụy Sĩ: 2010, 2012

#### Bayern München
- Bundesliga: 2012–13, 2013–14[8]
- DFB-Pokal: 2012–13, 2013–14[8]
- DFL-Supercup: 2012[8]
- UEFA Champions League: 2012–13[9]
- UEFA Super Cup: 2013[10]
- FIFA Club World Cup: 2013[11]

#### Liverpool
- Premier League: 2019–20[12]
- UEFA Champions League: 2018–19[13]
- UEFA Super Cup: 2019[14]
- FIFA Club World Cup: 2019[15]

### Cá nhân
- Cầu thủ xuất sắc nhất Thụy Sĩ: 2011, 2012